# Psykiatrisk Center København
1. januar 2010 fusionerede det tidligere Psykiatrisk Center Bispebjerg og Psykiatrisk Center Rigshospitalet og blev til Psykiatrisk Center København.